# Nicolas Christophe Gehin
Pour les articles homonymes, voir Géhin.
Nicolas Christophe Gehin est un homme politique français né le 28 novembre 1764 à Senones (Vosges), à l'époque commune de la principauté de Salm-Salm, et mort le 26 mai 1825 à Épinal.
Procureur impérial à Épinal, il est député des Vosges en 1815, pendant les Cent-Jours.